# Fryazino
Fryazino (tiếng Nga: Фрязино) là một thành phố Nga. Thành phố này thuộc chủ thể Moskva Oblast. Thành phố có dân số 52.436 người (theo điều tra dân số năm 2002). Đây là thành phố lớn thứ 313 của Nga theo dân số năm 2002.

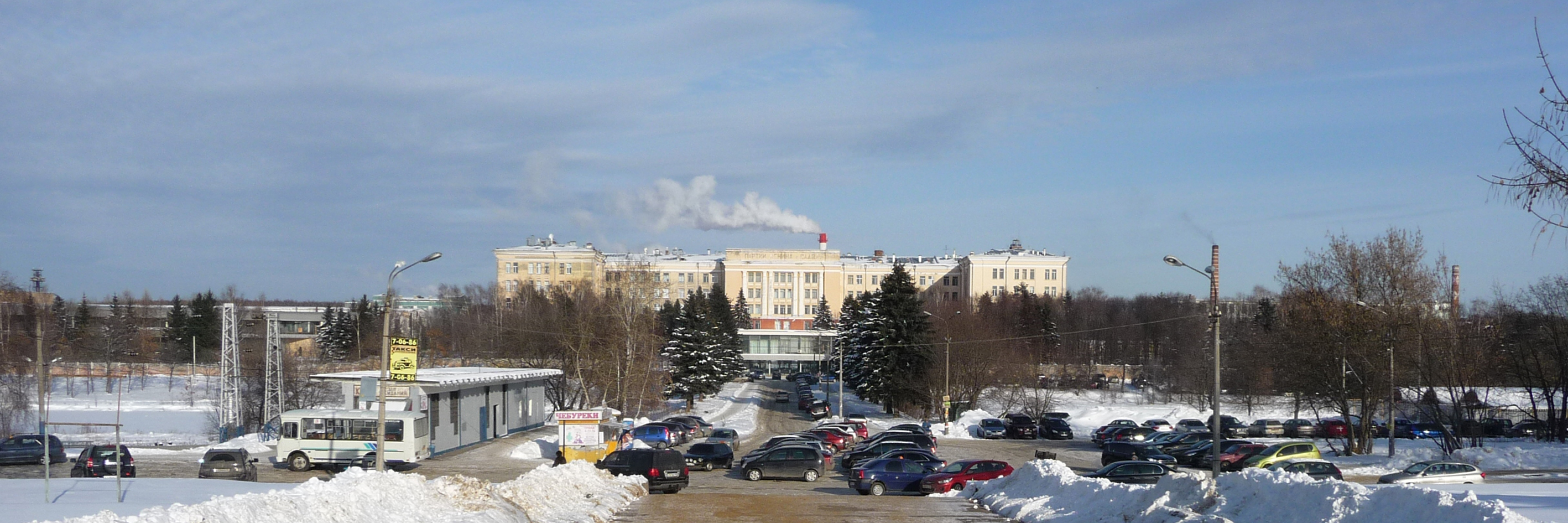